# Fire Island
Fire Island es una isla de Nueva York, situada en el condado de Suffolk, en el sur de Long Island. Tiene una longitud de 48 kilómetros, y una anchura aproximada de 1 km. La superficie de la isla es aproximadamente de unos 22,5 km², con una población de 292 habitantes según el padrón de 2017 / 2018.
Fire Island está separada por una distancia de ocho kilómetros de Long Island por la Great South Bay (Gran bahía sur). La isla está sin embargo conectada a Long Island vía la Robert Moses Causeway, calzada construida en un banco de tierra sobre el agua. También es posible de acceder mediante los numerosos transbordadores que pasan por la Great South Bay, o con barcos privados.
Las calles de las distintas comunidades son en realidad paseos de tablas de madera que conectan los muelles, las casas y la playa. Salvo en los extremos este y oeste, no hay coches, excepto los servicios de seguridad que en general deben moverse por la playa.

## Geografía
Fire Island se encuentra a una distancia media de 3,9 mi de la costa sur de Long Island, pero casi la toca en su lado este. Está separada de Long Island por la Gran Bahía del Sur, que abarca una serie de bahías interconectadas en Long Island: Patchogue Bay, Bellport Bay, Narrow Bay y Moriches Bay.
Se puede acceder a la isla y a sus comunidades turísticas en barco, hidroavión y distintos transbordadores, que surcan la bahía desde Patchogue, Bay Shore y Sayville, hasta más de 10 puntos de la isla.
Existen conexiones por carretera cerca de cada extremo de la isla: a través de la Robert Moses Causeway en su extremo occidental y por la William Floyd Parkway (la carretera 46 del Condado de Suffolk) cerca de su extremo oriental. No se permiten vehículos motorizados en el resto de la isla, excepto para el paso de servicios públicos, construcción y emergencia y con permisos limitados para conducir en la playa en invierno.
La isla está ubicada a 40°39′35″ norte, 73°5′23″ oeste. Según la Oficina del Censo de los Estados Unidos, tiene una superficie de 9,6 mi².
En 1834, el cartógrafo suizo-estadounidense Ferdinand Rudolph Hassler, midió en Fire Island la primera línea base del Levantamiento Geodésico de la Costa de los Estados Unidos, poco antes de que Louis Puissant declarara ante la Academia de Ciencias de Francia en 1836 que Jean-Baptiste Joseph Delambre y Pierre Méchain habían cometido errores en la medición del arco terrestre, que se había utilizado para determinar la longitud del metro.

### Modificaciones históricas
Los atributos físicos de la isla han cambiado con el tiempo y siguen cambiando. En un momento dado, se extendía más de 60 millas (96,6 km) desde la isla de Jones Beach hasta Southampton.
Alrededor de 1683 el mar se abrió paso a través de Fire Island, separándola de lo que pasó a ser la isla de Jones Beach.
El entrante de Fire Island creció hasta alcanzar un ancho de 9 millas (14 km) antes de retroceder. El faro se construyó en 1858, justo en la ensenada, pero el extremo occidental de Fire Island en Democrat Point se ha ido desplazando hacia el oeste de manera constante, de modo que el faro actual se encuentra a 6 millas (10 km) de la ensenada.
Fire Island se separó de Southampton en 1931 durante un temporal del noreste, cuando se abrió el entrante de Moriches. La ensenada se ensanchó el 21 de septiembre de 1938. Los esfuerzos de las comunidades locales al este de Fire Island para proteger su frente de playa con espigones han provocado una interrupción en la deriva litoral de arena que va de este a oeste, por lo que se les atribuye la erosión de la playa de Fire Island. Entre estas importantes irrupciones del mar seccionando la isla, se han registrado informes a lo largo de los años de al menos seis entrantes que se abrieron paso a través de la isla, pero que desde entonces han desaparecido.

## En la cultura popular
La isla de Fire Island también es conocida por los numerosos miembros de la comunidad LGBT que la frecuentaban en las décadas de los 70 y los 80. La isla es mencionada en las películas de The Normal Heart de Larry Kramer, y Fire Island de Andrew Ahn. También es conocida por las celebridades que residen o han vivido en ella, sobre todo en verano. Entre estas, figuran el escritor Truman Capote, el actor y realizador Ethan Hawke, o diversos actores como David Duchovny, Harvey Keitel o incluso Uma Thurman.